# Антигастро (Ђенова)
Антигастро је насеље у Италији у округу Ђенова, региону Лигурија.
Према процени из 2011. у насељу је живело 17 становника. Насеље се налази на надморској висини од 242 м.